# Matinha (escola de samba)
A Escola de Samba da Matinha  é uma escola de samba da cidade de Belém do Pará, no estado brasileiro do Pará.
Foi campeã do grupo B nos anos de 1986 e 1987. Na época não havia ascensão automática, mas após o segundo título, recebeu convite para participar do grupo principal, onde permaneceu até 2000.
Em 2003, venceu o grupo A (segunda divisão) da ESA, ascendendo ao grupo principal.
Apresentou em 2005 o enredo "'Na terra dos ritmos, o que se planta dá brega", sendo este o último ano em que participou do grupo principal. No ano seguinte aderiu a um protesto, retirando-se do desfile oficial.
Em 2011, foi vice-campeã do grupo 2.
Foi campeã do grupo A em 2013 retornando ao grupo especial, onde permanece até os dias atuais.

## Segmentos

### Presidentes
| Período        | Presidente       | Ref.  |
| -------------- | ---------------- | ----- |
| ? - atualidade | Rodolfo Trindade | [ 5 ] |

### Diretores
| Ano       | Direção de Carnaval | Direção de Harmonia | Mestre de bateria   |
| --------- | ------------------- | ------------------- | ------------------- |
| 2017      | Inocência Nery      | Inocência Nery      | Luizinho da Matinha |
| 2018      | Inocência Nery      | Guilherme Lima      | Luizinho da Matinha |
| 2019-2020 | Guilherme Lima      | Guilherme Lima      | Binho Setúbal       |

### Intérpretes
| Carnavais | Intérprete oficial |
| --------- | ------------------ |
| 2018–     | Pixulé             |

### Casal de Mestre-sala e Porta-bandeira
| Ano  | Nome             | Ref. |
| ---- | ---------------- | ---- |
| 2016 | Lafond e Jessica |      |
| 2017 | Lafond e Jessica |      |
| 2018 | Lafond e Kamilly |      |
| 2019 | Lafond e Keyla   |      |
| 2020 | Lafond e Jenyfer |      |

### Corte de bateria
| Ano       |  | Rainha        |
| --------- |  | ------------- |
| 2016-2018 |  | Suellen Silva |
| 2019      |  | Larissa Rica  |
| 2020      |  | Paloma Corrêa |

## Carnavais
| Matinha | Matinha             | Matinha           | Matinha | Matinha                                                               | Matinha |
| Ano     | Colocação           | Grupo             | Enredo | Carnavalescos                                                         | Ref     |
| ------- | ------------------- | ----------------- | --- | --------------------------------------------------------------------- | ------- |
| 1984    |                     | 1                 | Carnaval, Doce Ilusão |                                                                       |         |
| 1985    |                     | 1                 | Abram alas que a folia vem aí!                                                                                                |                                                                       |         |
| 1986    |                     | 1                 | Os encantos da Ilha do Marajó                                                                                                 |                                                                       |         |
| 1987    |                     |                   | Não Desfilou |                                                                       |         |
| 1988    |                     | 1                 | Com água na boca! |                                                                       |         |
| 1989    |                     |                   | |                                                                       |         |
| 1990    |                     |                   | |                                                                       |         |
| 1991    |                     |                   | |                                                                       |         |
| 1992    |                     | 1                 | Gente Nossa, Coisas da Gente!                                                                                                 |                                                                       |         |
| 1993    |                     |                   | |                                                                       |         |
| 1994    |                     |                   | |                                                                       |         |
| 1995    |                     |                   | |                                                                       |         |
| 1996    |                     |                   | |                                                                       |         |
| 1997    |                     | Especial          | Na Terra é Azul | João Guilherme Lima                                                   |         |
| 1998    |                     | Especial          | Amazônia Ano 2000, É 1° de Abril!                                                                                             | João Guilherme Lima                                                   |         |
| 1999    |                     | Especial          | Povo Lutador, Povo Formador , Sou Paraense Sim Senhor!                                                                        | João Guilherme Lima                                                   |         |
| 2000    |                     | Especial          | Universidade de Samba, Formação de Gente Bamba!                                                                               | João Guilherme Lima                                                   |         |
| 2001    |                     | Especial          | Sem Eira nem Beira, Com Tudo Até Quarta-Feira!                                                                                | João Guilherme Lima                                                   |         |
| 2002    |                     | Especial          | Ver-o-Peso: Patrimônio da Humanidade!                                                                                         | João Guilherme Lima                                                   |         |
| 2003    |                     | Especial          | Quem Corujou, Corujou, Quem não Corujou, Vai ter que Corujar!                                                                 | Jean Negrão                                                           |         |
| 2004    |                     | Especial          | Entre a Gramática e a Matemática, A festa da Vida que Segue Cheia de Ciência, Fé e Arte!                                      | Jean Negrão                                                           |         |
| 2005    |                     | Grupo de Acesso   | Na terra dos ritmos o que se planta dá brega!                                                                                 | Jean Negrão                                                           |         |
| 2010    |                     | Grupo de Acesso   | De Uruitá á Vigia de Nazaré- A trajetória de Jose Ildone, a Matinha vem mostrar !                                             | João Guilherme Lima                                                   |         |
| 2014    | 6° Lugar            | Especial          | Simplesmente Eneida! | Paulo Espindola e Mauricio Carvalho                                   |         |
| 2015    | 5° Lugar            | Especial          | Maraboió- A encantadora ilha do Marajó!                                                                                       | Paulo Espindola, Mauricio Carvalho e Edilberto Morais Silva           |         |
| 2016    | 7° Lugar            | Especial          | Olê,Olá Belém! Das tuas janelas vislumbram-se os verões e invernos das quatrocentas primaveras da bela cidade das Mangueiras! | Paulo Espindola, Mauricio Carvalho, Junior Cardoso e Ednaldo Trindade | [ 5 ]   |
| 2017    | Não houve desfile   | Especial          | X |                                                                       |         |
| 2018    | 6° Lugar            | Especial          | A Emoção está no Ar! Projetando Vidas, Projetando Sonhos, Projetando Você! A Sétima Arte na Passarela do Samba.               | Junior Manzinni e Ocir Oliveira Neto                                  |         |
| 2019    | 3º lugar            | Especial          | No Ninho da Coruja, a Criança e o Adolescente Têm Direito de Sonhar!                                                          | Junior Manzinni, Ocir Oliveira Neto e Elissandra Reis.                |         |
| 2020    | 5º lugar            |                   | Horizonte de Esmeraldas no voo e no canto da coruja pelos diferentes, na escola das diferenças.                               | Paulo Espíndola, Maurício Carvalho e Guilherme Lima                   |         |
| 2021    | Não Ocorreu Desfile |                   | |                                                                       |         |
| 2022    | Não Ocorreu Desfile |                   | |                                                                       |         |
| 2023    | 7º lugar            | Especial          | Tocam em Rituais os Tambores da Matinha, Em Louvação a Oxum- A Rainha das Águas Doces.                                        | Júnior Manzinny                                                       |         |
| 2024    | 9º lugar            | Especial          | Chama o Pessuá,O Caboclo D´Odivelas Vai Passar                                                                                |                                                                       |         |
| 2025    | Campeão             | Grupo de Acesso 1 | Essa mata também é minha |                                                                       |         |
| 2026    |                     | Especial          | |                                                                       |         |